# Sibir
XVe siècle – 1598
Entités précédentes :
- Horde d'or

Entités suivantes :
- Tsarat de Russie

Khanat de Sibir

Le khanat de Sibérie ou de Sibir (Sibérie se dit Sibir’ en russe) fut, de 1428 à 1598, l'un des royaumes turciques issus de l'éclatement de la Horde d'or. 
Le Sibir a donné son nom à la Sibérie, mais ne s'étendait que sur la partie la plus occidentale de celle-ci, dans la région de l'actuelle Tobolsk. 
Le khanat avait une population ethniquement hétérogène de Tatars, de Khantys, de Mansis, de Nenets et de Selkoupes. 
Sa conquête par Ermak Timofeïévitch en 1582 marque le début de la colonisation russe de la Sibérie.

## Histoire

### Érection en khanat
Le khanat a été fondé par les successeurs du légendaire Khan On, tué en 1405, sa capitale était Chimgui-Toura (Tioumen). Tajbugha, fils de On, a vraisemblablement créé le Khanat entre 1405 et 1428 bien que le terme Khanat n'ait sans doute pas été utilisé à l'époque étant donné que Tajbugha n'était pas un descendant de Gengis Khan.
Il exportait des fourrures dans toute l'Asie et était largement imprégné par la culture de cette dernière.
La domination de ce khanat a été l'objet de luttes entre le clan du Khan On (et de son fils Tajbugha) et le clan du khan Scheibani (descendants de Djötchi). Durant le règne d'Ibaq Scheibani (1464-1495), le khanat de Sibir se défit de la tutelle des ouzbeks et lutta victorieusement contre les autres tribus de la Horde d'or. İbaq fut assassiné par le clan de Khan On et Mamıq (ou Makhmet), issu de ce clan, régna ensuite sur le khanat, dont il déplaça la capitale à Iskar (Sibir) sur les bords de l'Irtych.

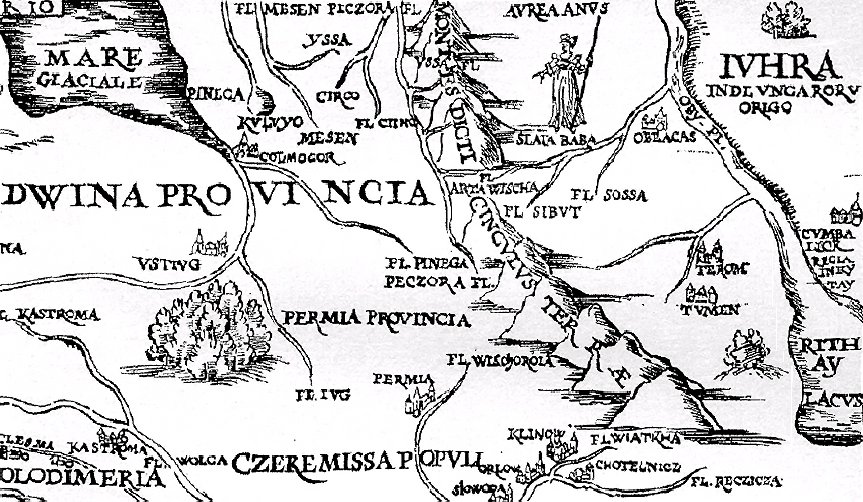
Tumen sur la carte de Sigismund von Herberstein publiée en 1549.

### Conquête russe

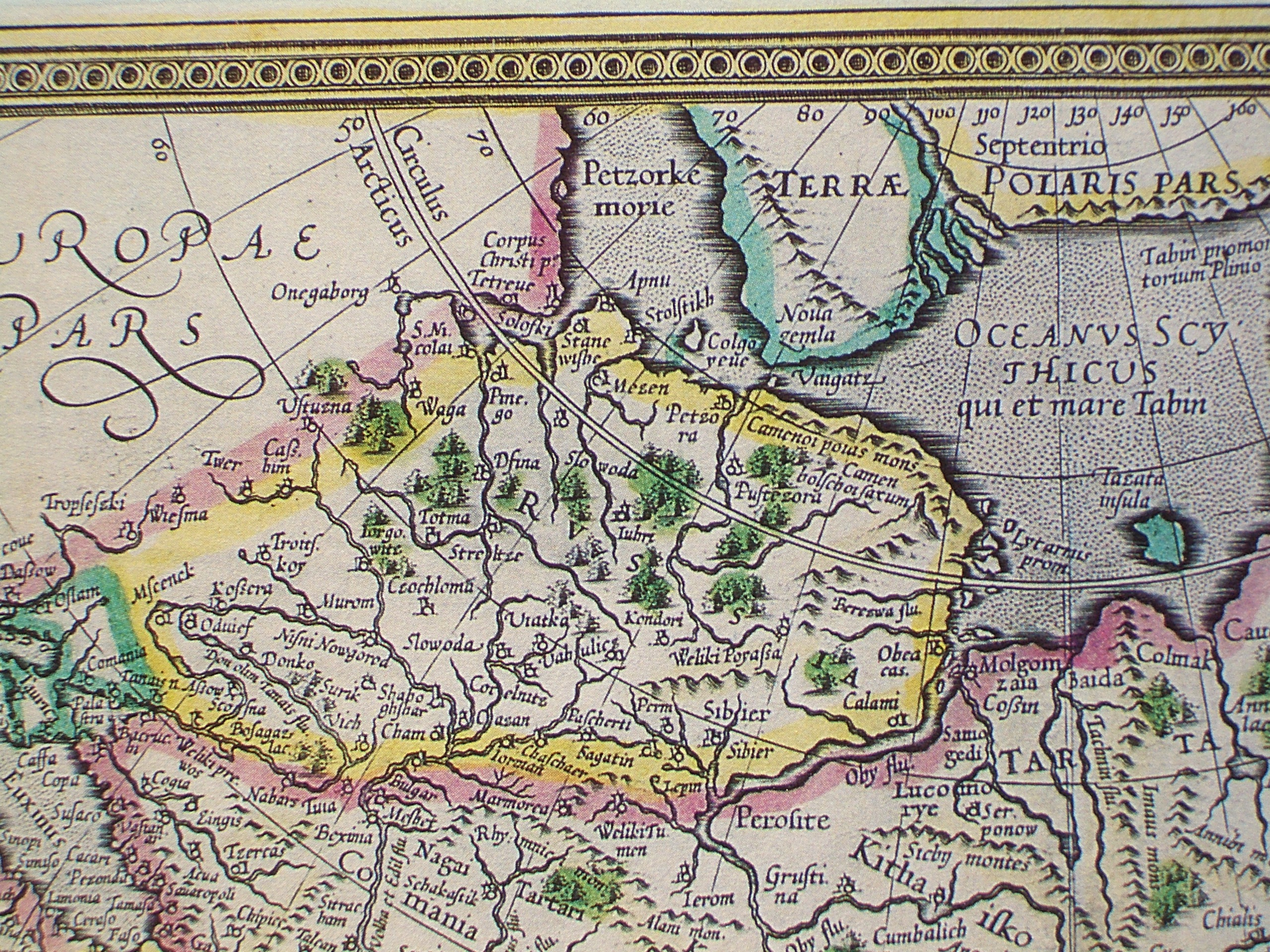
Sibier, capitale de la Sibérie, à la frontière orientale de la Russie portée jusques aux rives de l'Ob sur une carte de Mercator datée de 1595. Au delà, les Nogaïs de Coumanie au sud, la Tartarie à l'est.

Après la conquête russe du Khanat de Kazan en 1552, Yadigar, Khan de Sibir (issu de Tajbugha), tenta d'entretenir des relations amicales avec la Russie mais un neveu (ou petit-fils) d'Ibaq, Koutchoum (ou Qoç-Oğlu jadis transcrit Koutchoulou) contesta son autorité. Après de nombreuses années de luttes (1556-1563) Yadigar mourut et Koutchoum devint Khan. Il essaya de convertir les Tatars de Sibérie à l'Islam, mais le chamanisme se maintint. En 1571, allié au khanat de Crimée, il refusa de payer le tribut au Tsar de Russie, puis conduisit des raids sur des établissements commerciaux des Stroganov dans la région de Perm. Les Russes réagirent en organisant l'expédition de Ermak Timofeïévitch contre le Khanat. Les forces de Koutchoum furent défaites en 1582 à la bataille du cap tchouvache et les cosaques prirent Isker la même année. Après avoir réorganisé ses forces, Koutchoum parvint à tuer Ermak et réaffirma son autorité sur Sibir en 1584. Jusqu'en 1598 le khanat résista tant bien que mal aux assauts des Cosaques, mais à la suite d'une défaite sur les bords de l'Ob, le khan dut fuir chez les Nogaïs et le pays passa définitivement sous la domination russe.